# Fritz Magnussen
Fritz Magnussen (13 de setembro de 1878 – 14 de abril de 1920) foi um diretor de cinema e roteirista dinamarquês. Ele dirigiu um total de 15 longas-metragens, dos quais 11 foram escritas por ele próprio.

## Filmografia selecionada
- I prövningens stund (1915 - escreveu)
- Havsgamar (1916 - escreveu)